# Buchwitz (Adelsgeschlecht)

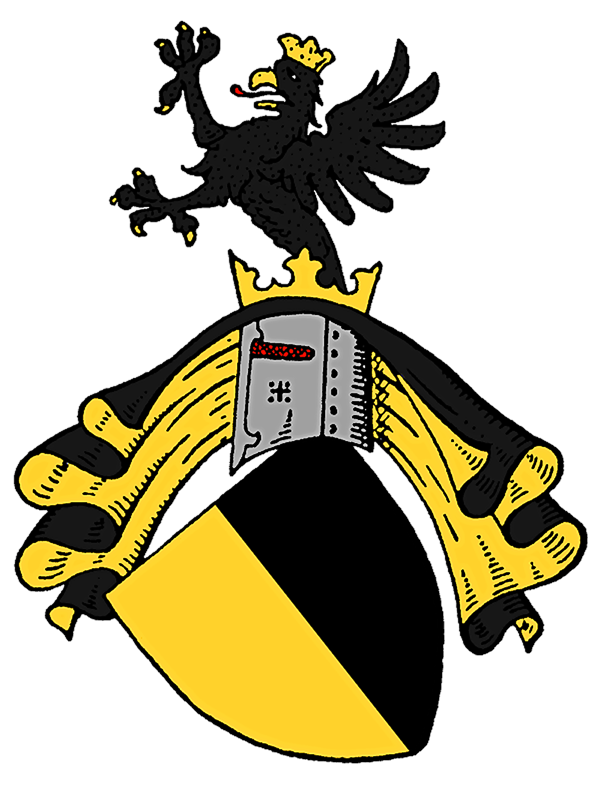
Wappen derer von Buchwitz

Buchwitz, früher auch Buchwitz von Buchau, zwischenzeitlich auch Buchwitz und Buchau, ist der Name eines alten schlesischen, später preußischen Adelsgeschlechts. Die Linie dieser Adelsfamilie setzt sich bis heute fort.

## Geschichte
Nach Ansicht einiger Autoren soll die Familie aus dem Vogtland stammen, sich nach dem dortigen Buchau nennen und schon in früherer Zeit nach Schlesien gelangt sein. 1524 erfolgte jedenfalls auf Schloss Buchau, genannt Schloss Buchwitz, mit Wenzel Buchwitz von Buchau († nach 1530), Erbherr auf Pontwitz, der mit einer Pritzelwitz gen. Sarnowski vermählt war, die Erstnennung des Geschlechts im Fürstentum Oels in Schlesien. Er stand in sonderbaren Gnaden des schlesischen Landeshauptmanns Herzog Karl I. von Münsterberg und Oels. Im Jahre 1577 erfolgte die Erhebung in den Freiherrnstand für Karl von Buchwitz (* 1558; † 1652), Landeshauptmann des Fürstentum Oels sowie Erbherr auf Boguslawitz und Wilkau, welcher mit einer Rohr und Stein vermählt war.
1685 ließ sich erstmals die Hinzufügung des Namenszusatzes und Buchau, bei Karl Friedrich Freiherr von Buchwitz und Buchau (* 1623; † nach 1685) feststellen.
Nachdem Leopold Heinrich von Buchwitz und Buchau (* 1665; † nach 1726), Erbherr auf Nieder Stradam, verstorben war, wurde sein Sohn Hans Ernst von Buchwitz und Buchau (* 1696; † nach 1717), Landeshofgerichtsassessor und Landesdeputierter der Freien Standesherrschaft Wartenberg sowie Erbherr auf Langendorf, während sein anderer Sohn Hans Wolf von Buchwitz und Buchau († 1740), als Offizier der Generalstaaten zu Ansehen gelangte.
Nach den Schlesischen Kriegen 1740–1763 führten die Freiherren in deren Blütezeit bis in die Neuzeit reichend wieder den ursprünglichen Namen v. Buchwitz.
Ernst Wilhelm von Buchwitz (* 1854) aus der schlesischen Linie verließ verarmt vor 1910 mit seiner Familie die Heimat und begab sich nach Berlin und verzichtete wie seine Nachfahren, die in der gegenwärtigen Generation keine Nachkommen mehr hervorbrachten, auf jedwede Adelsprädikate.

## Wappen
Das Wappen zeigt einen von Gold und Schwarz gespaltenen Schild. Auf dem gekrönten Helm mit schwarz und goldenen Decken in Österreichisch-Schlesien ein schwarzer, wachsender, gekrönter Greif, im preußischen Schlesien ein gehörnter Greif. Auf einigen historischen Abbildungen ist der Greif auch gold tingiert.

### Historische Wappenbilder

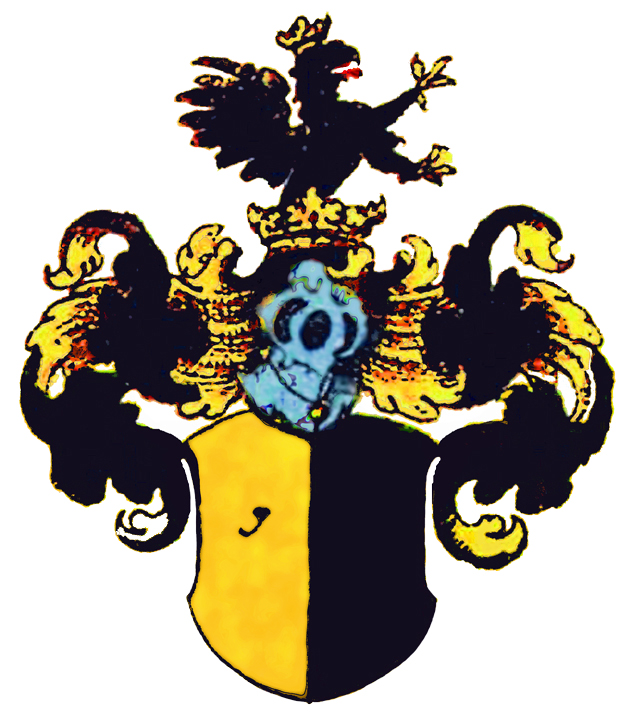
Wappen derer von Buchwitz bei Siebmacher, 1605
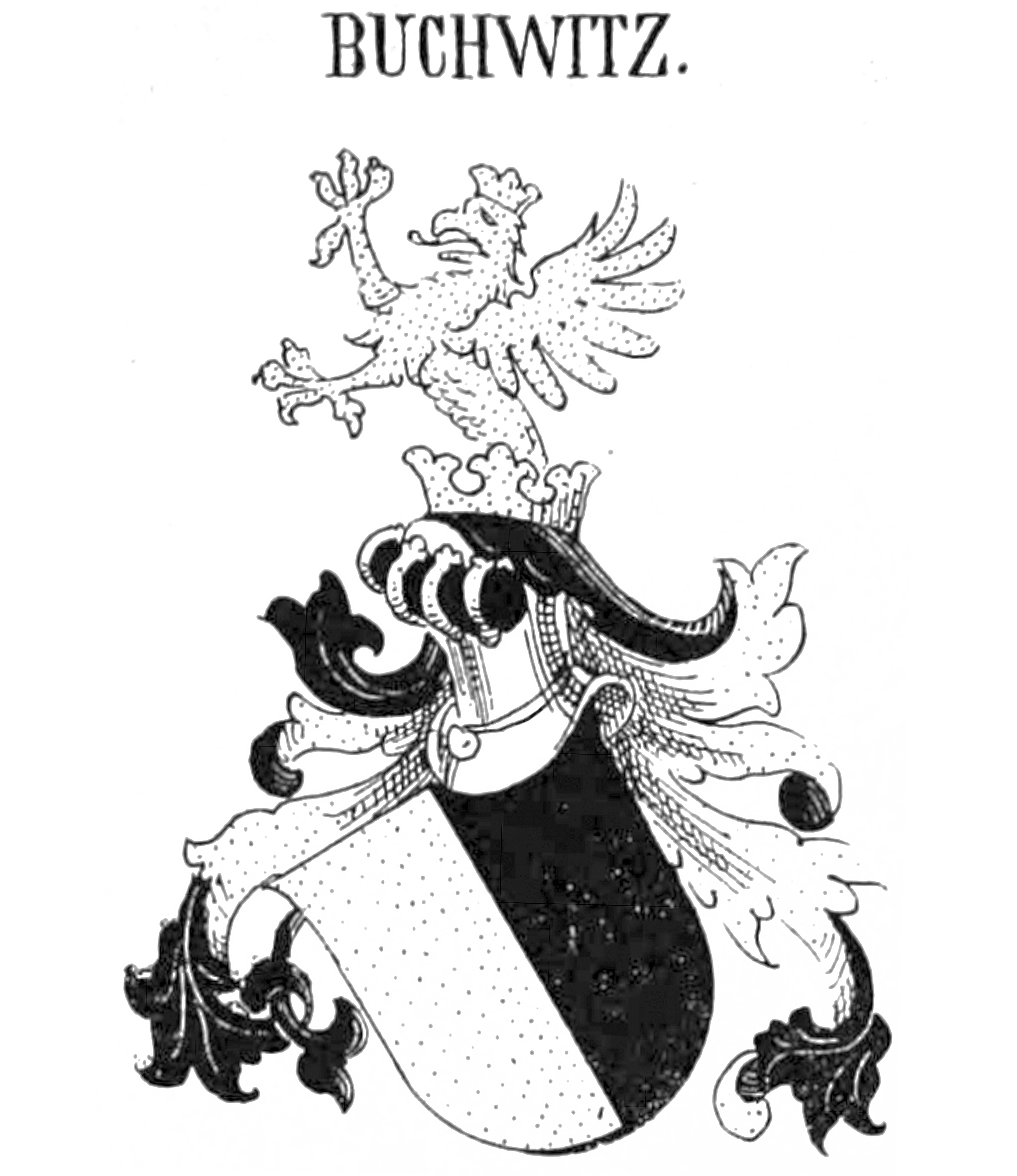
Wappen der schlesischen von Buchwitz
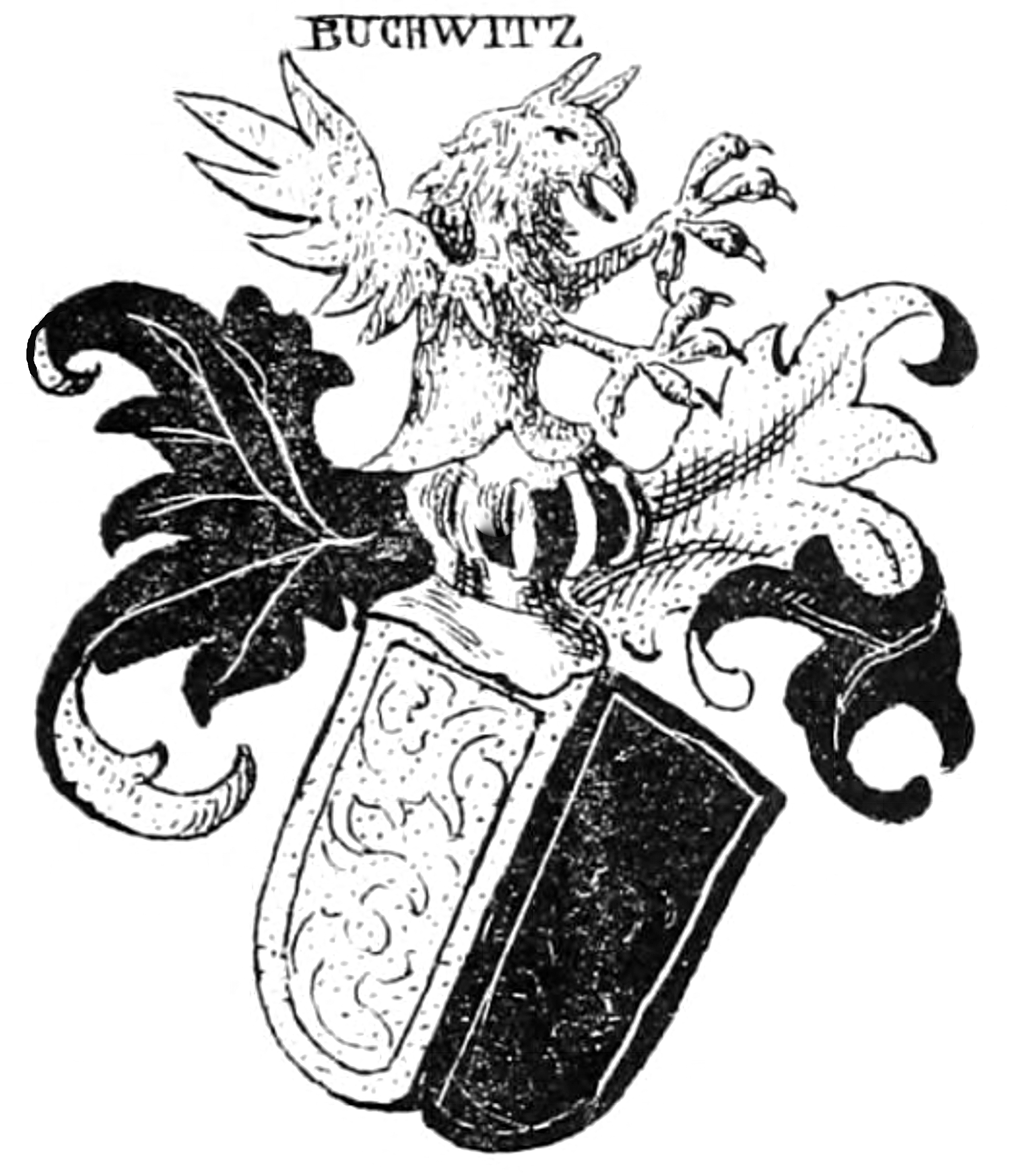
Wappen der preußischen von Buchwitz
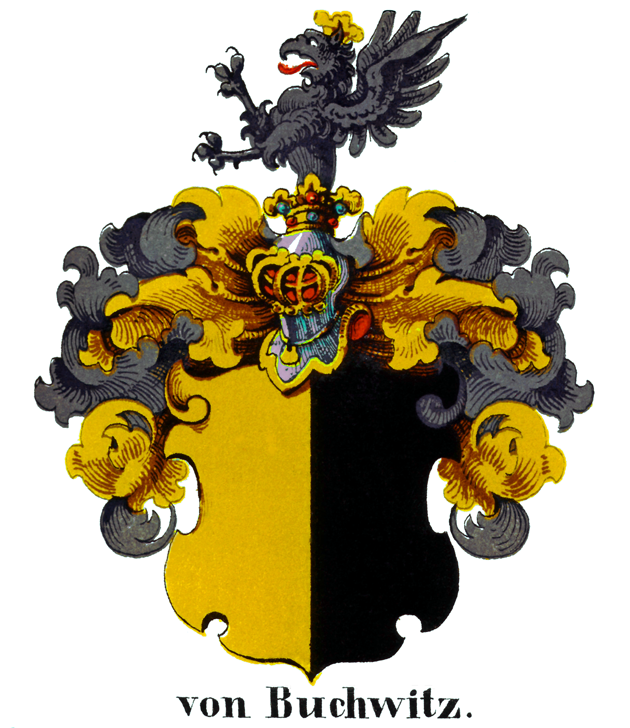
Wappen derer von Buchwitz aus Familienbesitz, 1860
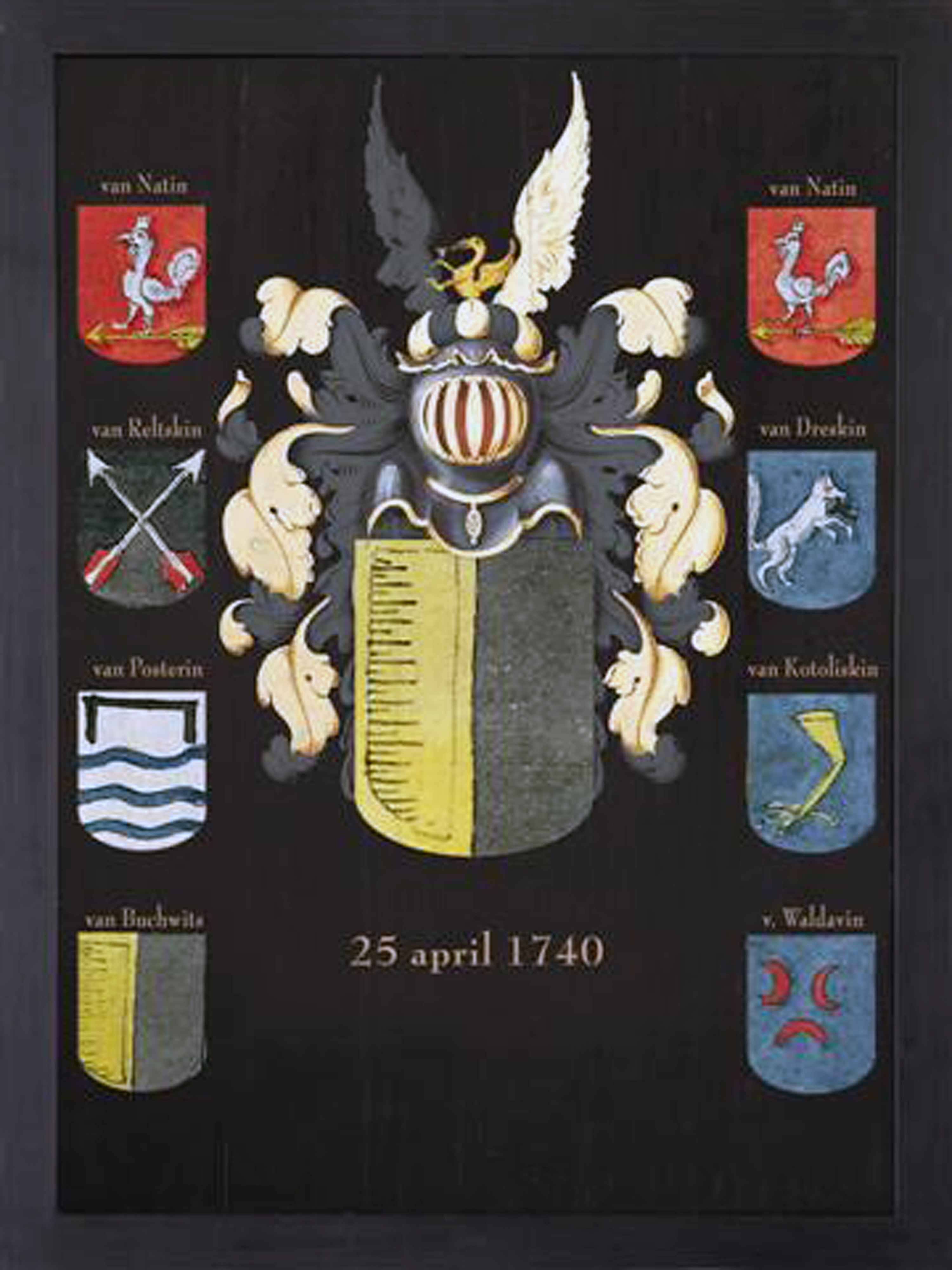
Sterbetafel aus der Grote Kerk Breda, NL, 1740

## Besitz
Die Buchwitz waren ab dem frühen 16. Jahrhundert bis mindestens zum Ende des 19. Jahrhunderts eine um Oels herum begüterte Familie, spätestens 1910 war kein Güterbesitz mehr vorhanden. 
Das Stammgut war Buchwitz, mit Schloss Buchwitz bei Koberwitz. Weiterhin besaß die Familie die Güter Boguslawitz, Langendorf und Nieder Stradam bei Groß Wartenberg; Mühlwitz und Pontwitz im Fürstentum Oels; sowie Wilkau bei  Namslau.

## Angehörige
- Karl von Buchwitz (* 1558; † 1652), Landeshauptmann des Fürstentum Oels sowie Erbherr auf Boguslawitz und Wilkau
- Johann Georg von Buchwitz und Buchau († 1739), kurpfälzischer Generalmajor
- Hans Wolf von Buchwitz und Buchau († 1740), niederländischer Generalmajor und Kommandant von Luxemburg
- Hans Ernst von Buchwitz und Buchau (* 1696; † nach 1717), Landeshofgerichtsassessor und Landesdeputierter der Freien Standesherrschaft Wartenberg
- Karl von Buchwitz (* 1741; † nach 1780), kurpfälzischer Kammerherr und Oberforstmeister

## Trivia
Im Hause des kurpfälzischen Kammerherrn und Oberforstmeisters Karl Freiherr von Buchwitz (* 1741; † nach 1780) verkehrte auch Johann Wolfgang von Goethe. Dieser fühlte sich wohl der Tochter des Hausherrn zugeneigt, weswegen auch eine väterliche Heiratserlaubnis ergangen sein soll, eine Heirat aber bekanntlich nicht zustande kam. Jedenfalls ließ Goethe dennoch einige Inspirationen aus dieser Liaison in seinen Werther einfließen.